# Diénay
Diénay é uma comuna francesa na região administrativa da Borgonha-Franco-Condado, no departamento de Côte-d'Or. Estende-se por uma área de 15,06 km². Em 2010 a comuna tinha 385 habitantes (densidade: 25,6 hab./km²).